# 埃格 (福拉尔贝格州)
埃格是奥地利福拉尔贝格州布雷根茨县的一个市镇。总面积65.37平方公里，总人口3428人，人口密度52.4人/平方公里（2005年）。